# Muthakadahalli, Malur
Muthakadahalli là một làng thuộc tehsil Malur, huyện Kolar, bang Karnataka, Ấn Độ.